# Julie Reisserová
Julie Reisserová nascuda Kühnlova (Praga, 9 d'octubre de 1888 - 25 de febrer de 1938) fou una poeta, directora d'orquestra, compositora i crític musical txeca.

## Biografia
Julie Reisserová va néixer a Praga el 1888. Va estudiar piano amb Adolf Mikes i cant dramàtic amb Richard Figar. De 1919 a 1921 va estudiar composició a Praga amb Josef Bohuslav Foerster. Continua els seus estudis de composició a Berna amb Ernst Hohlfeld i a París amb Albert Roussel (1924-1929) i amb Nadia Boulanger a l'École Normale.
Es va casar el 1921 amb el diplomàtic txec Jan Reisser i se'n va anar amb ell a Suïssa (1921-1929), Belgrad (1930-1933) i Copenhaguen (1933-1936). Durant aquest temps, ella continua la seva carrera com a compositora i també va treballar com a escriptora independent per Tempo i Lidové noviny. Les seves obres s'interpreten a Berna, París, Ginebra, Copenhaguen i Filadèlfia.

Les seves composicions, que combinen el neoromanticisme i l'impressionisme, van ser freqüentment interpretades durant la seva vida per grans intèrprets. Com a esposa d'un diplomàtic i musicòleg txec, ella va contribuir amb la difusió del coneixement de la música txeca moderna fora del seu propi país.
"El febrer de 1927, es va organitzar un festival de música txeca en la famosa 'Université mercereauově' en París. El programa va incloure Smetana, Dvořák, Vítězslav Novák, Josef Suk i cançons meves. Les meves crítiques elogiaren la cançó, l'alegria, l'entusiasme juvenil i el vertader humor del temperament"
Reisserová va traduir al txec El testament de la tia Carolina, una opereta d'Albert Roussel sobre un llibret de Nino (Michel Veber). L'estrena es va dur a terme el 14 de novembre de 1936 a Olomouc. El 28 d'abril de 1937 es tornaria a representar l'obra a Praga.

## Obres

### Música orquestral
- Suita pro orchestr (Suite per Orquestra, originalment titulada Letni den, Dia d'estiu) op. 1, 1928–1931
- La Bise, sketx simfònic del 1929
- Pastorale Maritimo pro orchestr (Pastoral Marítima per Orquestra) op. 4, 1933
- Předjaří (Primerenca primavera) op. 7, 1936: la primera cançó d'un cicle inacabat de 3 cançons per orquestra[3]

### Música per a piano
- Esquisses, op. 3, cicle per piano de 1928-32, publicat el 1935
- La source
- Le vent
- L'allegresse
- Two melodies
- Jarni melodies
- Deux Allegros: Allegro inquieto, Allegro diabolico[3]

### Música vocal
- Březen (Marxa) op. 2, 1923-1925: cicle de 4 cançons per soprano i orquestra publicat el 1931. Emil Hájek farà un arranjament per piano el 1934. La lletra està basada amb poesía xinesa, de Mörike i dos poemes de la mateixa Reisserová[5]
- Pod sněhem (Sota la neu) op. 5, 1936: cicle de cançons amb poesía xinesa per veu i piano. Cançons: “Bila volavka","Blahodarna bourka"[3][5]
- Slavnostní den (Dia festiu) op. 6, 1936: per a cor de dones, dedicat a Františka Plamínková.[3]

El 1934 Reisserová també va publicar In Margin Vitae, un llibre amb poemes seus escrits en txec, alemany, francès i anglès.